# Olliergues
 Olliergues  es una población y comuna francesa, situada en la región de Auvernia, departamento de Puy-de-Dôme, en el distrito de Ambert y cantón de Olliergues.

## Demografía
| 1351 | 1324 | 1273 | 1176 | 1015 | 901 |
| Para los censos de 1962 a 1999 la población legal corresponde a la población sin duplicidades (Fuente: INSEE [Consultar]) |      |      |      |      |     |

## Personajes vinculados
- Henri Gourgouillon, escultor.